# We Came To Smash
«We Came To Smash», es una canción realizada por el disc jockey y productor francés Martin Solveig, con la colaboración de la cantante Dev; incluida en el álbum de estudio de Solveig, Smash. Fue lanzado el 16 de agosto de 2011, como descarga digital a través de iTunes.

## Lista de canciones y formatos
| Descarga digital |                                     |          |  |
| N.º              | Título                              | Duración |  |
| 1.               | «We Came To Smash» (Original Mix)   | 3:23     |  |
| 2.               | «We Came To Smash» (Deluxe Edition) | 3:23     |  |